# Drátěná komora
Drátěná komora (anglicky multi-wire proportional chamber) je typ proporcionálního čítače, který rozpozná nabité částice a fotony a může dát poziční informace o jejich trajektoriích, sledováním drah plynné ionizace.

## Popis

Drátěná komory s dráty (W) a katodou (−) desky (P).
Částice letící přes T bude ionizovat atomy plynu a nastaví volný náboj, který zesilovač A sbírá (impuls na výstupu).

Drátěná komora používá pole drátů vysokého napětí (anoda), které běží přes komoru s vodivými stěnami držícími potenciál v zemi (katoda). Alternativně mohou být kabely na potenciálu země a katody, která probíhá přes vysoké záporné napětí. Důležité je, že jednotné elektrické pole přitahuje další elektrony nebo záporné ionty k anodě drátů s malým bočním pohybem.
Komora je naplněna pečlivě vybraným plynem, jako je směs argonu (Ar) a metanu (CH4), proto aby každá ionizující částice, která prochází trubicí ionizovala okolní plynné atomy. Vzniklé ionty a elektrony jsou urychlovány elektrickým polem napříč komorou, což způsobuje lokální kaskády ionizace známé jako Townsendova lavina. Ta se sbírá na nejbližším drátu a výsledkem je náboj úměrná ionizačnímu efektu detekované částice. Výpočetní impulsy od všech drátů lze nalézt v trajektorii částice.
Adaptace této základní konstrukce jsou tenké mezery, odporový talíř a driftová komora. Driftová komora má také subdělení do pásem zvláštního použití v návrhu komory známém jako časová projekce, mikropáskových plynů a typů detektorů, které používají křemík (Si).

## Vývoj
V roce 1968 vynalezl Georges Charpak při svém pobytu v Evropské organizaci pro jaderný výzkum drátěnou komoru (multi-wire proportional chamber, MWPC). Dřívější bublinková komora dokázala detekovat pouze jednu nebo dvě částic každou sekundu. Drátěná komora mohla detekovat až 1000 částic každou sekundu. Komora vyrábí elektronické signály z detekce částic umožňující vědcům zkoumat data pomocí počítače. Drátěná komora je vývojem jiskrové komory.

## Vyplňové plyny
V typickém experimentu obsahuje komora směs těchto plynů:
- argon (Ar) (asi 2/3)
- isobutan (C4H10) (pod 1/3)
- freon (0.5%)

Mohou být ale použity i tyto plyny:
- kapalný xenon (Xe),[9]
- kapalný tetramethylsilan (S4H12Si)[10] nebo
- páry tetrakis (dimethylamin) ethylenu (TMAE).[11]

Ekvipotenciální čáry a pole řádek v drátěné komoře

## Použití
Pro experimenty fyziky vysokých energií se používá k pozorování drah částic. Po dlouhou dobu byly pro tento účel používány bublinkové komory, ale se zlepšením elektroniky se stala žádoucím mít detektor s rychlým elektronickým čtením. V bublinkové komoře byly vytištěny fotografie, které se následně zkoumaly. Drátěná komora je komora s mnoha paralelními vodiči uspořádanými jako mřížka. Tyto vodiče jsou pod vysokým napětím, kovový kryt je uzemněn. Stejně jako u Geigerova čítače zanechávají částice stopy iontů a elektronů, které jsou unášeny směrem k nejbližším drátům. Označením drátů, které zaznamenaly proudový pulz lze určit dráhu částice.
Komora má velmi dobré relativní časové rozlišení, dobrou poziční přesnost a samospouštěcí funkci (Ferbel 1977).
Rozvoj komory umožnil vědcům studovat trajektorie částic s mnohem lepší přesnost a také poprvé pozorovat a studovat vzácnější interakce, které se vyskytují prostřednictvím interakcí částic.

## Driftová komora

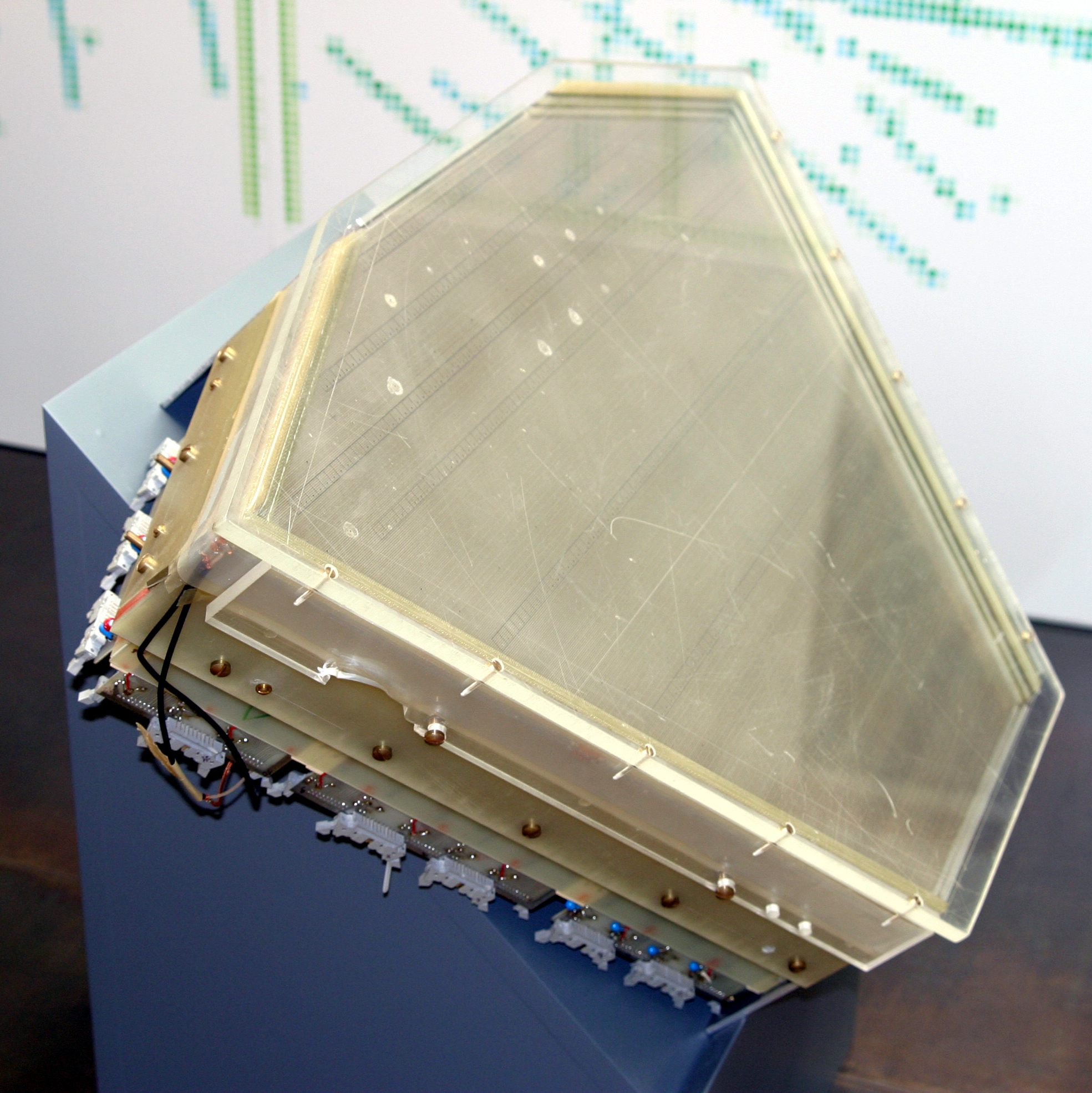
Řez ukazuje interiér driftové komory

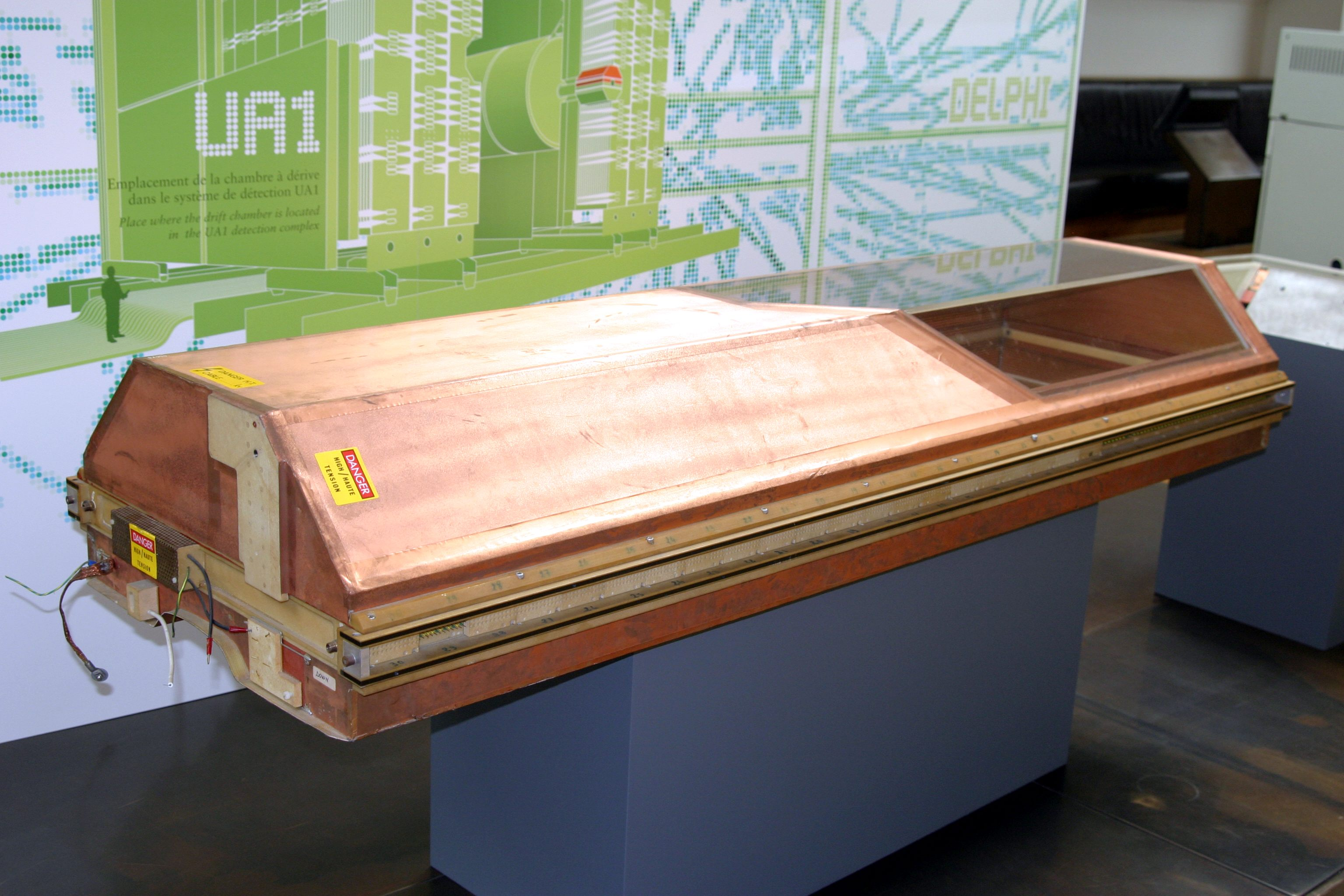
Driftová komora v Musée des Arts et Métiers v Paříži

Pokud dojde k přesnému měření časování proudových impulsů drátů a pokud je bráno v úvahu, že ionty potřebují nějaký čas, aby driftovaly na nejbližším drátu, lze odvodit vzdálenost, kterou částice prošla. Tím se výrazně zvyšuje přesnost dráhové rekonstrukci a tento koncept je znám jako driftová komora.
Driftová komora funguje na principu vyrovnávání ztráty energie z částic způsobujících dopady s částicemi plynu s narůstáním energie vytvořené s vysokoenergetickým elektrickým polem používaným k urychlení částic.
Design je podobný drátěné komoře ale střední vrstva drátů je ve větší vzdálenosti od sebe. Detekce nabitých částic uvnitř komory je možná na ionizujících částicích plynu v důsledku pohybu nabitých částic.
V detektoru CDF II ve Fermilabu je driftová komora nazývaná Central Outer Tracker. Komora obsahuje argon a metan, dráty jsou odděleny mezerami velkými 3.56 mm.
Pokud se dvě driftové komory používají s dráty, jedna s vodiči kolmými na vodiče druhé komory, obě kolmé ke směru paprsků, je možná přesnější detekce polohy. Pokud se používá k detekci další jednoduchý detektor se špatným nebo nulovým pozičním rozlišením částic v pevné vzdálenosti před nebo za dráty, třídimenzionální rekonstrukce může být provedena a rychlost částic odečtena z rozdílu doby průchodu částic v jiné části detektoru. Toto nastavení dává detektor nazvaný časová projekční komora.
Pro měření rychlosti elektronů v plynu existuje speciální driftová komora, rychlostní driftová komora, která měří driftový čas pro známou polohu ionizace.